# Евгеновка (Покровский район)
Евгеновка (укр. Євгенівка) — село в Покровском районе Донецкой области Украины.
Население по данным всеукраинской переписи 2001 года составляло 106 человек.